# Batey Central Mercedita
El Central Gregorio A. Mañalich se ubica al norte de Melena del Sur, y Mercedita fue el nombre inicial del batey y del ingenio. Con posterioridad al triunfo de la Revolución Cubana, el central y el batey pasaron a llamarse "Central Gregorio A. Mañalich" en honor a un mártir de las luchas revolucionarias. A partir de 2005 el Ministerio de la Industria Azucarera se enfrascó en un proceso de paralización y desmantelamiento de la infraestructura industrial del ingenio, quedando solo como productores de caña de azúcar.

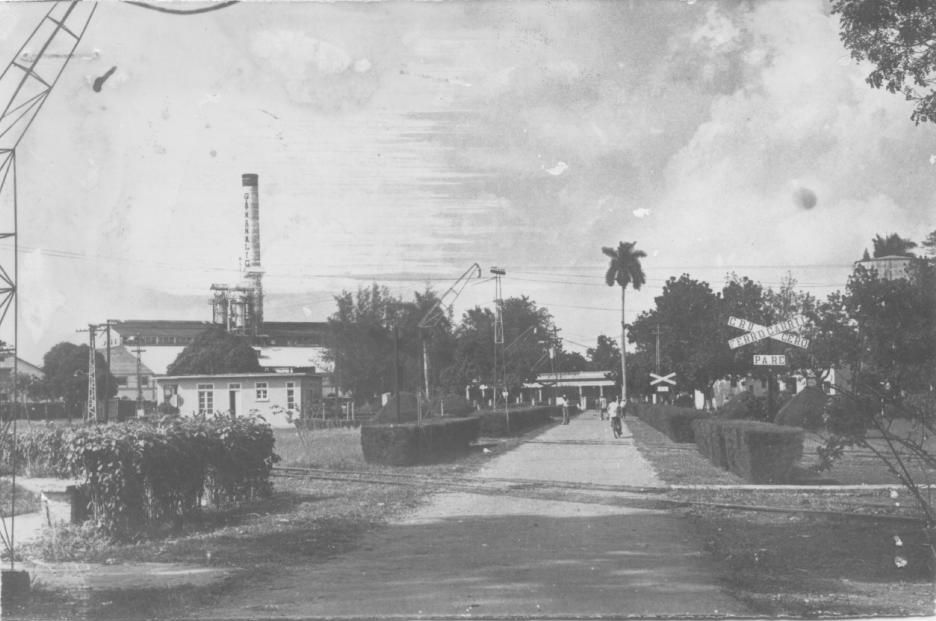
Vista de la entrada al antiguo Central Mercedita

## Historia
Mercedita fue el nombre del central azucarero que existió en esta zona y debía su nombre a la hija del Presidente de la Compañía Azucarera Goméz Mena SA, quien fuera dueña de numerosas industrias en Cuba.
José Cabrera Díaz fue una pieza importante, no solo para el central, sino también para la localidad; laboró en este central desde el año 1909 en un modesto empleo que le ofreció Andrés Gómez Mena, quien seguidamente lo asciende a jefe de Oficinas del Central. Por el celo y la competencia demostrados, a los dos años fue ascendido a la administración del central y en 1918 fue nombrado administrador general de la poderosa empresa azucarera. El Central Mercedita fue expropiado a sus dueños según Ley n.º 890 de 13 de octubre de 1960 del gobierno revolucionario de Cuba.